# Tony Ray Rossi
Tony Ray Rossi (geb. vor 1994 in New York City) ist ein US-amerikanischer Schauspieler und Hairstylist italienischer Abstammung.

## Leben
Er wurde in New York City geboren und absolvierte dort eine Ausbildung an der Casile School of Beauty und wurde der jüngste Absolvent der ein Zertifikat des Bundesstaates New York erhielt. Zum Film kam er durch Zufall und spielte erste Statistenrollen, so z. B. als Mafioso in Donnie Brasco. Weitere Auftritte hatte er in Sex and the City und in einer Folge der Serie Die Sopranos.

## Filmografie (Auswahl)
- 1994: Angie
- 1995: Stonewall
- 1997: Dellaventura
- 1997: Donnie Brasco
- 1997: Kiss Me, Guido
- 1999: Die Sopranos (Episode: Reise in die Vergangenheit)
- 1999: Reine Nervensache
- 2000: Eine Liebe in Brooklyn
- 2000: Law & Order: New York
- 2000: Law & Order
- 2000: Mambo Café
- 2000: Under Hellgate Bridge
- 2001: Hey Paisan!
- 2001: I Am Josh Polonski's Brother
- 2003: Sex and the City
- 2003: This Thing of Ours
- 2003: Mail Order Bride
- 2005: Johnny Slade's Greatest Hits
- 2005: Rose Woes and Joe's
- 2005: The Naked Brothers Band – Der Film
- 2005: The Tournament
- 2006: Find Me Guilty – Der Mafiaprozess
- 2007: Queens Supreme
- 2008: Meatballs, Tomatoes and Mobsters
- 2009: Sicilian Tale
- 2009: Under New Management
- 2010: Forged
- 2011: The Last Gamble